# Lilleå
För andra betydelser, se Lilleå (olika betydelser).
Lilleå är en å i Østjylland, Danmark, med en längd på 34 kilometer.
Ån flyter genom kommunerna Århus och Favrskov, båda i Region Mittjylland. Den passerar orterna Hinnerup och Hadsten. Den mynnar i Gudenå, Danmarks längsta vattendrag.